# Édouard Schuré
(Édouard Schuré)
Philippe Frédéric Schuré, detto Édouard (Strasburgo, 21 gennaio 1841 – Parigi, 7 aprile 1929), è stato uno scrittore, critico letterario, poeta, storico, filosofo ed esoterista francese.

## Biografia
Nato in una famiglia protestante alsaziana, figlio di un medico, resta orfano di madre a 4 anni e di padre a 14.
Dopo il baccalaureato si iscrive alla facoltà di diritto per compiacere il nonno materno, ma frequenta contemporaneamente quella di lettere, quindi si inserisce in un ambiente di artisti e letterati.
Nel 1860 perde entrambi i nonni materni, ereditando a sufficienza per dedicarsi ai suoi veri interessi, una volta terminati gli studi di diritto.
Scrisse numerosi libri ma la sua opera più importante è Les grands initiés (I grandi iniziati), pubblicata nel 1889 e tradotta in molte lingue, ispirata dalla luminosa figura di Marguerite Albana Mignaty, un'intellettuale originaria di Corfù, esperta di misticismo indiano, che ospitava un salotto letterario a Firenze.
Tra gli incontri che influenzeranno la sua vita, oltre a quello con Marguerite Albana (la sua amata, conosciuta durante un soggiorno di due anni in Italia), c'è quello con il compositore Richard Wagner, e l'essenziale amicizia con il filosofo Rudolf Steiner, che conosce nel 1906 rimanendo affascinato dal suo pensiero al punto che nel 1907, dopo essere stato membro della Società teosofica, diventa membro di quella antroposofica.

## Rilevanza letteraria ed esoterica
Nella sua opera principale, I grandi iniziati, in cui viene descritto il percorso seguito dai grandi sapienti dell'antichità per approdare al nucleo di un'autentica conoscenza primordiale, Schuré anticipa le tematiche del perennialismo, prospettando due modalità di approcciarsi alla storia umana: uno, puramente esteriore, limitato dai criteri della storiografia, che studia solo l'aspetto fenomenico degli eventi, l'altro invece che mira a una comprensione più profonda e universale di questi, capace perciò di operare un collegamento tra personaggi appartenenti a contesti del tutto diversi, come Rama, Krishna, Ermete, Mosè, Orfeo, Pitagora, Platone, Gesù, Buddha, ecc., perché cerca di attenersi alla vera struttura ontologica e metafisica della filosofia della storia.
Alcune sue opere teatrali furono messe in scena da Steiner, in particolare I figli di Lucifero e Il dramma sacro di Eleusi. Schuré ha anche influenzato, tra gli altri, il compositore russo Sergei Prokofiev.

## Opere

### Saggi
- 1868, Histoire du Lied ou de la chanson populaire en Allemagne avec une centaine de trad. en vers et sept mélodies
- 1870, L'Alsace et les prétentions prussiennes
- 1875, Histoire du Drame musical:
  - I. La musique et la poésie dans leur développement historique
  - II. Richard Wagner, son oeuvre et son idée, 1895
- 1884, Les grandes légendes d'Alsace
- 1889, Les Grands Initiés. Esquisse de l'histoire secrète des religions: Rama; Krishna; Hermès; Moïse; Orphée; Pythagore; Platon; Jésus
- 1893, Les grandes légendes de France
- 1898, Sanctuaires d'Orient. Égypte; Grèce; Palestine
- 1904, Précurseurs et révoltés. Shelley, Nietzsche, Ada Negri, Ibsen, Maeterlinck, Wilhelmine Schröder-Devrient, Gobineau, Gustave Moreau
- 1908, Femmes inspiratrices et poètes annonciateurs
- 1910 circa, Légendes d'Orient et légendes d'Occident, Editions Nilsson, 8 rue Halévy, Parigi
- 1912, L'évolution divine du sphinx au Christ
- 1916, L'Alsace française
- 1920, L'Âme celtique et le génie de la France à travers les âges
- 1920, Les Prophètes de la Renaissance. Dante; Léonard de Vinci; Raphaël; Michel-Ange; Le Corrège
- 1921, Les grandes légendes de France. Les légendes de l'Alsace; la Grande Chartreuse; le Mont Saint-Michel et son histoire; les Légendes de la Bretagne et le Génie celtique
- 1921, Lettres à un combattant, edito da Alphonse Roux, Librairie Académique Perrin
- 1925, La genèse de la tragédie

### Poesia
- 1877, Les chants de la Montagne
- 1893, La vie mystique
- 1909, L'Âme des temps nouveaux

### Romanzi
- 1879, Mélidona
- 1897, L'ange et la sphinge
- 1899, Le Double
- 1907, La Prêtresse d'Isis (Légende de Pompéi)

### Teatro
- 1887, Vercingétorix, drame en cinq actes, edito da Alphonse Lemerre, Parigi
- 1890, Le drame sacré d'Éleusis
- 1902, La Roussalka
- 1900, Les enfants de Lucifer
- 1900, La Sœur gardienne
- 1902, L'Ange et la Sphynge
- 1905, Léonard de Vinci
- 1905, Rêve élusinien à Taormina
- 1913, La Druidesse
- 1921, Merlin l'enchanteur, légende dramatique

### Autobiografia
- 1928, Le Rêve d'une vie, autobiographie